# Bandeira da Colónia do Cabo
A bandeira da Colónia do Cabo foi originalmente adoptada em 12 de Maio de 1875, e foi substituída pelo Pavilhão Vermelho da África do Sul a 31 de Maio de 1910. É um Pavilhão Azul com o brasão de armas da Colónia do Cabo sobreposto numa oval branca. 